# Wielkie Buenos Aires
Wielkie Buenos Aires (hiszp. Gran Buenos Aires) – aglomeracja w Argentynie obejmująca miasto Buenos Aires (stolicę kraju) oraz przylegające do niego obszary miejskie na terenie prowincji Buenos Aires. W 2010 roku zamieszkiwało ją około 13 578 000 osób, co stanowiło nieco ponad 1/3 całkowitej ludności kraju. Jest to największy obszar metropolitalny w Argentynie, a trzeci w Ameryce Łacińskiej (po Meksyku i São Paulo).

## Podział administracyjny
Miasto autonomiczne Buenos Aires
     24 gminy (partidos) wchodzące w skład Gran Buenos Aires (GBA)
     6 gmin wchodzących (wraz z powyższymi) w całości lub częściowo w skład Aglomerado Gran Buenos Aires (AGBA)
     Sąsiednia aglomeracja La Platy (Gran La Plata)

Mapa Wielkiego Buenos Aires według definicji argentyńskiego urzędu statystycznego:
Miasto autonomiczne Buenos Aires
24 gminy (partidos) wchodzące w skład Gran Buenos Aires (GBA)
6 gmin wchodzących (wraz z powyższymi) w całości lub częściowo w skład Aglomerado Gran Buenos Aires (AGBA)
Sąsiednia aglomeracja La Platy (Gran La Plata)

Według definicji argentyńskiego urzędu statystycznego (INDEC) z 2003 roku w skład Gran Buenos Aires (GBA) wchodzą: miasto autonomiczne Buenos Aires oraz 24 gminy (partidos), które przynależą do otaczającej miasto prowincji Buenos Aires:

- Almirante Brown
- Avellaneda
- Berazategui(inne języki)
- Esteban Echeverría(inne języki)
- Ezeiza(inne języki)
- Florencio Varela(inne języki)
- General San Martín(inne języki)
- Hurlingham(inne języki)
- Ituzaingó(inne języki)
- José C. Paz(inne języki)
- Lanús(inne języki)
- La Matanza
- Lomas de Zamora(inne języki)
- Malvinas Argentinas(inne języki)
- Merlo(inne języki)
- Moreno(inne języki)
- Morón(inne języki)
- Quilmes(inne języki)
- San Fernando(inne języki)
- San Isidro
- San Miguel(inne języki)
- Tigre(inne języki)
- Tres de Febrero
- Vicente López(inne języki)

Zdefiniowane zostało także Aglomerado Gran Buenos Aires (AGBA), którego granice odpowiadają granicom obszaru zabudowanego. W jego skład wchodzi miasto Buenos Aires oraz, w całości lub częściowo, 30 otaczających je gmin, w tym wszystkie wymienione powyżej oraz dodatkowo:

- Escobar(inne języki)
- General Rodríguez(inne języki)
- Marcos Paz(inne języki)
- Pilar(inne języki)
- Presidente Perón(inne języki)
- San Vicente(inne języki)

W nowszych publikacjach pojawia się pojęcie Área Metropolitana de Buenos Aires (AMBA), odnoszące się do miasta Buenos Aires wraz z 40 sąsiednimi gminami, o całkowitej powierzchni 3833 km². Obejmuje ono wszystkie powyższe gminy, a także:

- Berisso(inne języki)
- Brandsen(inne języki)
- Campana(inne języki)
- Cañuelas(inne języki)
- Ensenada(inne języki)
- Exaltación(inne języki)
- General Las Heras(inne języki)
- La Plata(inne języki)
- Luján(inne języki)
- Zárate(inne języki)

## Demografia
Na przestrzeni lat liczba ludności aglomeracji kształtowała się następująco:
- 1895 – 800 000
- 1914 – 2 000 000
- 1947 – 4 700 000
- 1960 – 6 700 000
- 1970 – 8 400 000
- 1980 – 10 000 000
- 1991 – 11 300 000
- 2001 – 12 000 000
- 2010 – 13 600 000